# Ныгда
Ныгда (бур. Нэгэдэ) — деревня в Аларском районе Усть-Ордынского Бурятского округа Иркутской области. Административный центр муниципального образования «Ныгда».

## География
Расположена в 40 км к югу км к югу от районного центра — посёлка Кутулик.
Состоит из 19 улиц:
- Переулок Ветеранов
- Зелёная
- Комсомольская
- Красная
- Красный переулок
- Молодежная
- Молодежный переулок
- Назарова
- Новая
- Подгорная
- Полевая
- Полевой переулок
- Советская
- Совхозная
- Степная
- Трактовая
- Трудовой переулок
- Школьная
- Переулок Эдыгей

## Экология
С 2012 года жители Ныгды регулярно проводят субботники для борьбы со стихийными свалками, периодически возникающими в окрестностях населённого пункта.

## Происхождение названия
Название может происходить от бурятского нэгэдэ — «соединиться», нэгдыхын — «объединение». По преданию, когда-то здесь объединились несколько бурятских родов. Существует легенда о трёх братьях, которые в конце XIX века посадили здесь три дерева: лиственницу, сосну и берёзу, а позже стали основателями трёх здешних родов – Осиповых, Алексеевых и Бухаевых.

## История
В 1899 году открыто Ныгдинское инородческое приходское смешанное училище.
В период образования колхозов в деревне были образованы колхозы имени Кирова и «Красная Ныгда». В то же время располагавшаяся здесь церковь была закрыта, в здании был открыт клуб.
В 1993 году в районе горы Хара-Хушун, располагающейся недалеко от деревни, при строительстве дороги археологами были обнаружены останки древнего человека, относившиеся к эпохе неолита.

## Местные традиционные верования и предания
В окрестностях деревни располагается считающаяся священной гора Хара-Хушун (бур. хара хушуун — «чёрный выступ»), где проводятся поклонения убитому другим шаманом на горе обусинскому шаману-хородуту Хану–Мэргэну и ритуалы посвящения в шаманы. В 1993 году у подножья горы было начато строительство дороги к месторождению магнезита. На горе был открыт карьер, из которого добывали песок для строительства дороги. Проживавшие рядом буряты считали, что раскапывать священную гору — грех. Вскоре многие из людей, принимавших участие в строительстве, стали болеть и умирать. Под напором общественности строительство дороги было решено прекратить. В это же время при раскопках были обнаружены останки древнего человека. Место было освящено по бурятским традициям.
В пяти километрах к северу от населённого пункта, на территории соснового леса расположено шаманское святилище «Убгэдэй бууса». Согласно легенде, 

Старцы пришли из-за Байкала и, изрядно побродив по разным местам, основали стоянку в окрестностях Ныгды.
 Жители Ныгды именуют этих старцев эжинами (от бур. эжин — «хозяин») и каждый год устраивают общественные моления в их честь.
Северо-западнее Ныгды расположено урочище Двенадцать Сосен, где ранее обитали белоголовые орлы. В бурятском шаманизме считается, что первый бурятский шаман был сыном Орла, и орёл считается священным животным. В 1950-х годах белоголовые орлы исчезли, однако место продолжает считаться священным по сей день.
Также недалеко от Ныгды есть урочище Убхээт, где по преданию похоронен шаман Улалзар. В этом месте жители Ныгды и окрестностей просят хорошего урожая, дождя, благополучия своему роду.
В конце июня, как правило, в последнее воскресенье, после окончания посевной в деревне проводится свой национальный праздник Саламатный ёхор. Для гостей праздника существует особый ритуал: они должны выпить топлёного саламатного масла. После торжественной части участники праздника танцуют ёхор и едят саламат.

## Экономика
3 тыс. га засеваемых сельскохозяйственных площадей принадлежат предприятию ОАО «Белореченское» (зарегистрировано в г. Усолье-Сибирское). Большинство жителей живут за счёт подсобного хозяйства.

## Инфраструктура
В селе функционируют детский сад, школа. Школа была открыта в 1899 как Ныгдинское инородческое приходское смешанное училище. Однако, в 1990-е здание закрыли на ремонт, школу перенесли в здание бывшей администрации совхоза. На конец 2015 года в учебном заведении насчитывалось 96 учеников.

## Население
| 2002 | 2010 | 2011 | 2012 |
| ---- | ---- | ---- | ---- |
| 873  | ↘664 | ↘661 | ↘645 |

Национальный состав
Около 90% жителей – буряты.